# Kabbala
Kabbala (hebraisk (קַבָּלָה [qabbālā] ‘tradition’, ‘overlevering’) eller kabbalisme er betegnelsen for en hemmelighedsfuld filosofisk skole i middelalderen og nyere tid, hvis lære bygger på overleveringer fra den tidligste jødedom. Kabbalisme bruges i daglig tale som synonym for den tal- og bogstavmystik, som kabbalisterne betjener sig af. Kabbala kan studeres af de vidende indenfor jødiske regler, fx rabbinere oa. Kabbala er at finde nye døre i gamle rum.
Kabbalismens hovedværker er Sepher ha Zohar og Sepher Yetzirah.
Kabbala er en disciplin, der ofte beskrives som mystik. Kabbalaen er udsprunget af forsøget på at tolke Det Gamle Testamente. I nyere tid er kabbala nok blevet brugt mindre som tal- og bogstavskombinatorik og i højere grad som en fortolkningsdisciplin inspireret af hermeneutikken. Den tidlige Kabbala blev videnskabeligt beskrevet af Gershom Sholem. Desuden har den amerikanske litterat Harold Bloom brugt kabbalistisk tankegods som inspiration til begrebet "kreativ fejllæsning".
I den chasidiske jødedom hedder det, at man ikke må læse kabbala, før man har studeret hele Torah – i hvert fald ikke før, man er fyldt 40 år.